# 约翰·康斯特勃
约翰·康斯特勃 RA（/ˈkʌnstəbəl, ˈkɒn-/，1776年6月11日—1837年3月31日），英国風景畫画家。他的很多作品描繪的是家鄉附近的戴德姆谷風景，此地因此得名“康斯特勃之鄉”（Constable Country）。

## 早年

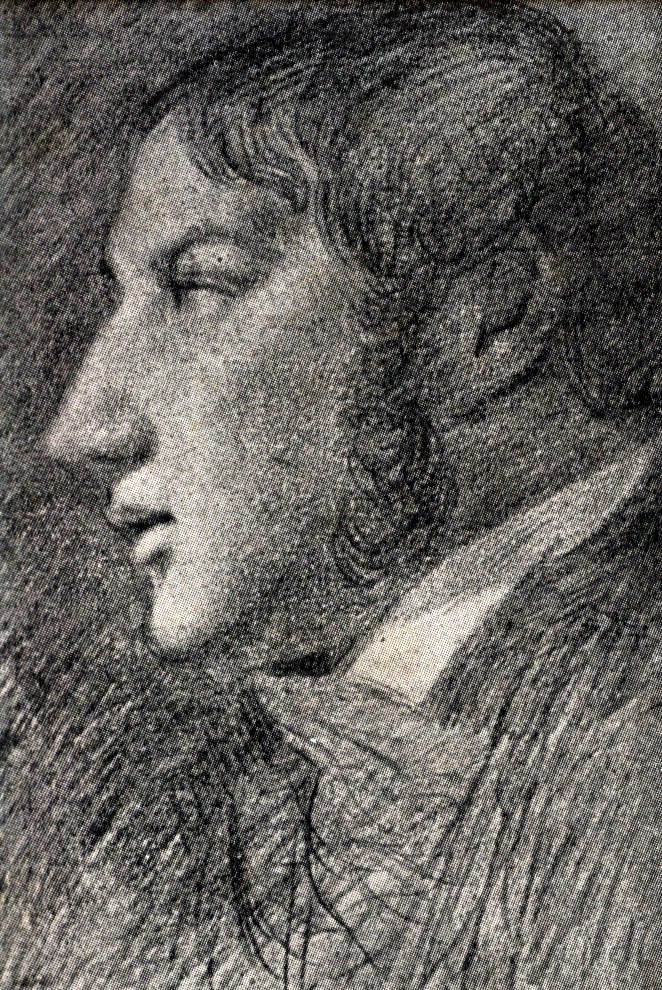
自畫像，1806，泰特美術館。這是唯一一幅沒有爭議的康斯特勃自畫像，看著鏡子畫成

康斯特勃出生于泰晤士河河口北面的萨福克郡，父亲是一位磨房主。他的一生非常平淡，他一直在家乡作画，从小酷爱绘画，16岁时因为学校教师太残酷而转学，这位新校长很欣赏他的才华，有时在法语课上发现他在画画，就会停在他身边，然后说：“继续吧，我并没有睡觉，我看你现在是在自己的画室里呢！”，但并不惩罚他。

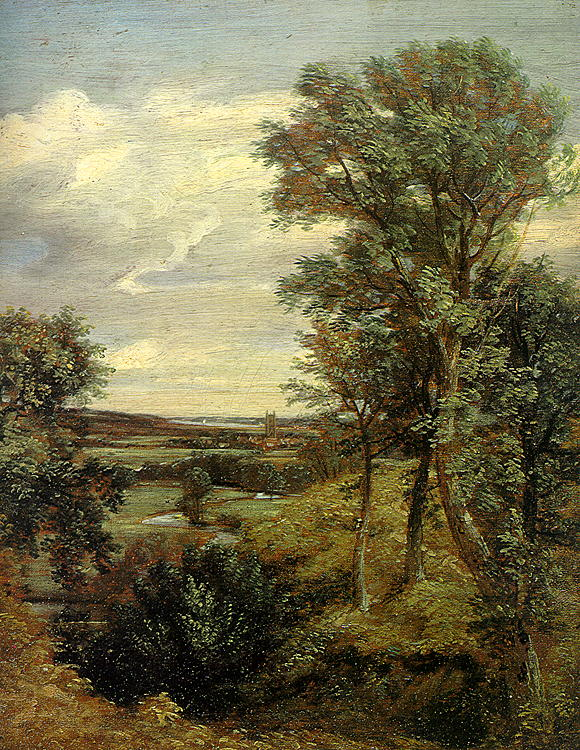
《戴德姆谷》（The Vale of Dedham），1802，維多利亞和阿爾伯特博物館

康斯特勃的父亲并不同意他做一个专业的画家，希望他能做一位牧师，但并不反对他画画，由于他不愿意做牧师，就只好让他在磨房中工作，同时他经常画画，画周围熟悉的风景、风车、磨坊，根據他自己回憶，對這些風景的喜愛是他成為畫家的主要原因。
1795年，他获得父亲的同意，由一位来访赞赏他才能的画家将他领到伦敦，进入皇家美术学院学习，他想摹仿大师们的风格，但没有成功，发现自己一事无成，甚至想回到家乡干脆做个磨房主算了。
康斯特勃回到家乡，但常徘徊在乡下写生，1802年终于在皇家藝術研究院展出了他的风景画。以后一直到1810年，每年都有作品参展。从1806年前往英格兰北部的湖區旅行兩個月，作品的水平越来越高，终于抓住了人们的视线。

## 成家

瑪莉亞·比克内尔，康斯特勃繪于1816年，泰特不列顛藏

他喜歡家乡的青梅竹馬的姑娘瑪莉亞·伊麗莎白·比克内尔（Maria Elizabeth Bicknell），但姑娘的父亲是喬治四世的律師，家境比他好得多，因此不同意這樁婚事。直到5年后才答应，为了不给姑娘的父亲找到拒绝的借口，他接受了所有订货，大量的工作和精神的疲劳对他的体质起了很坏的影响。1816年他终于和瑪莉亞在聖馬田教堂结婚，婚后他的妻子为他生了7个孩子。
康斯特勃的父母希望他能做一个肖像画家，可以接受更多的订货，但他没有兴趣，一生中只画过几幅，基本是自画像和他妻子的肖像。他的风景画受到越来越多人们的关注，他自己也从疑虑中解放出来，增加了勇气和自信。1819年他被选为皇家美术学院候补会员，十年后才被选为正式会员。

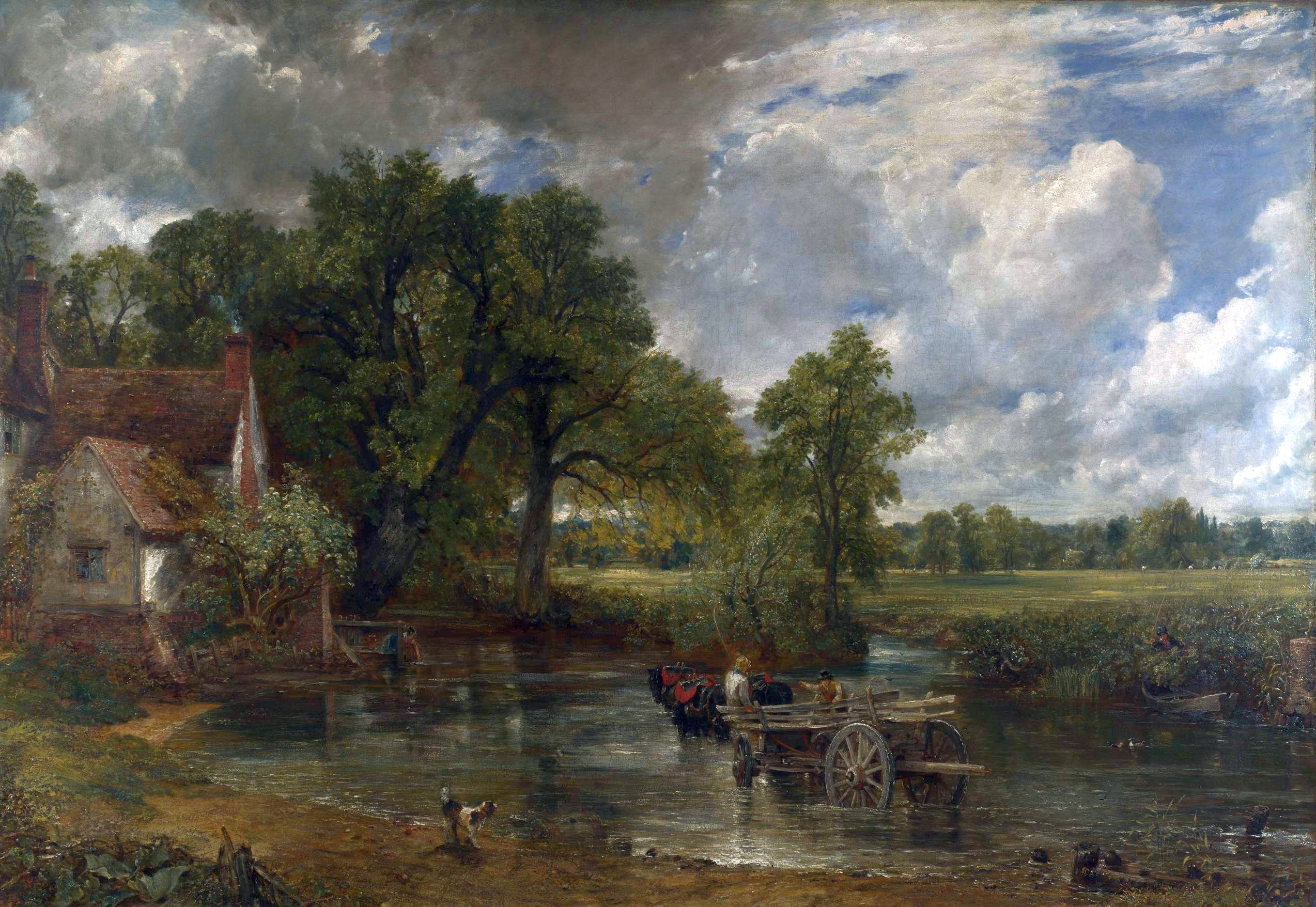
《乾草車》，1821年，国家美术馆藏

1824年，许多外国艺术家参加巴黎沙龙的展览，引起轰动，其中康斯特勃有三幅作品《干草车》、《英国的运河》和《汉普斯戴特的荒地》。法国著名画家德拉克罗瓦刚画完自己的名作《希阿岛的屠杀》送到沙龙，看到康斯特勃的三幅作品后，立即赶回，将《希阿岛的屠杀》上的天空重新绘了一遍，他说：“康斯特勃给了我一个优美的世界”。康斯特勃的《干草车》在巴黎所得的评价甚高，获得了金质奖章，并专门在圣马可大街上开了一个康斯特勃沙龙。

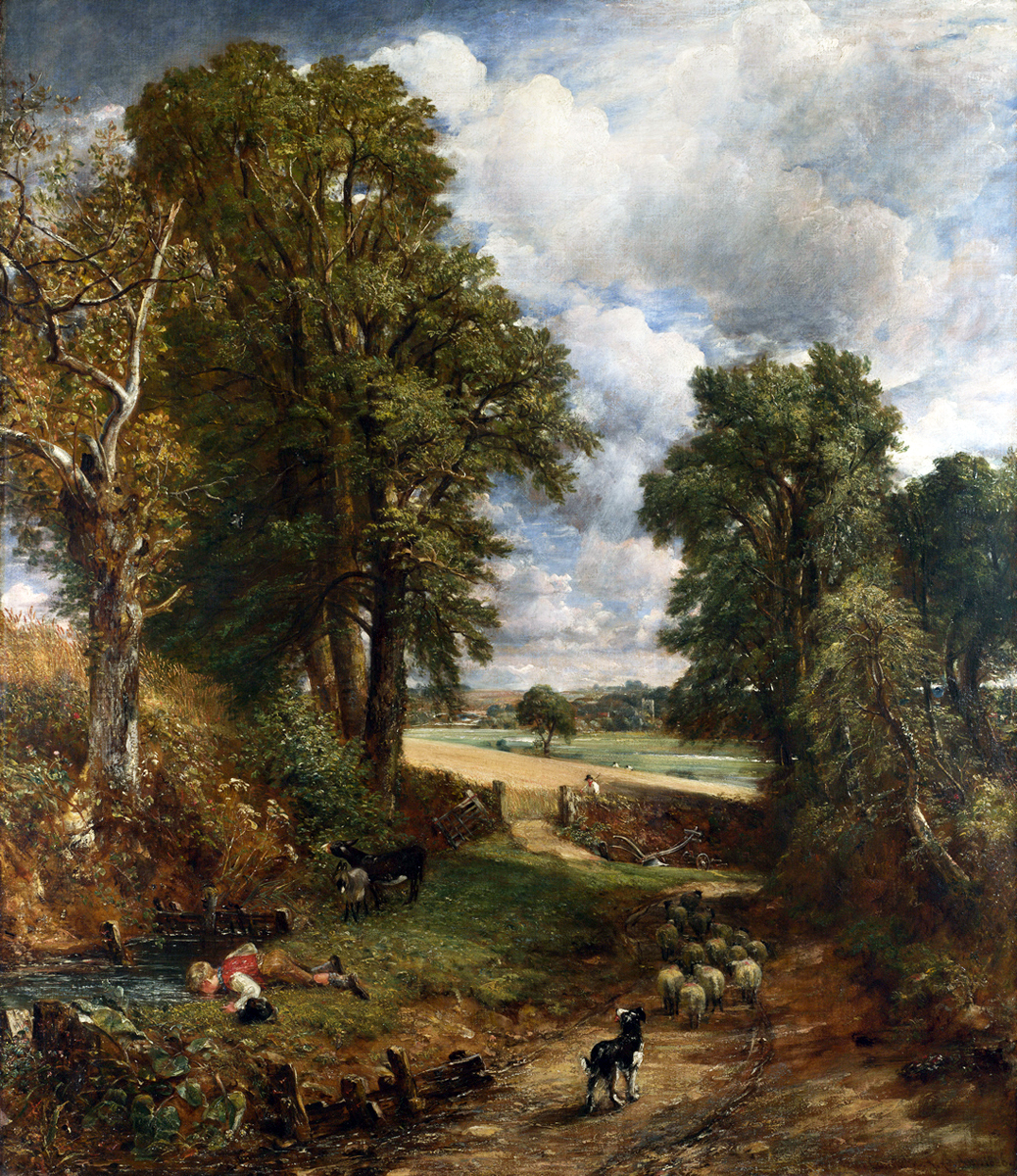
康斯特勃的作品《麦田》

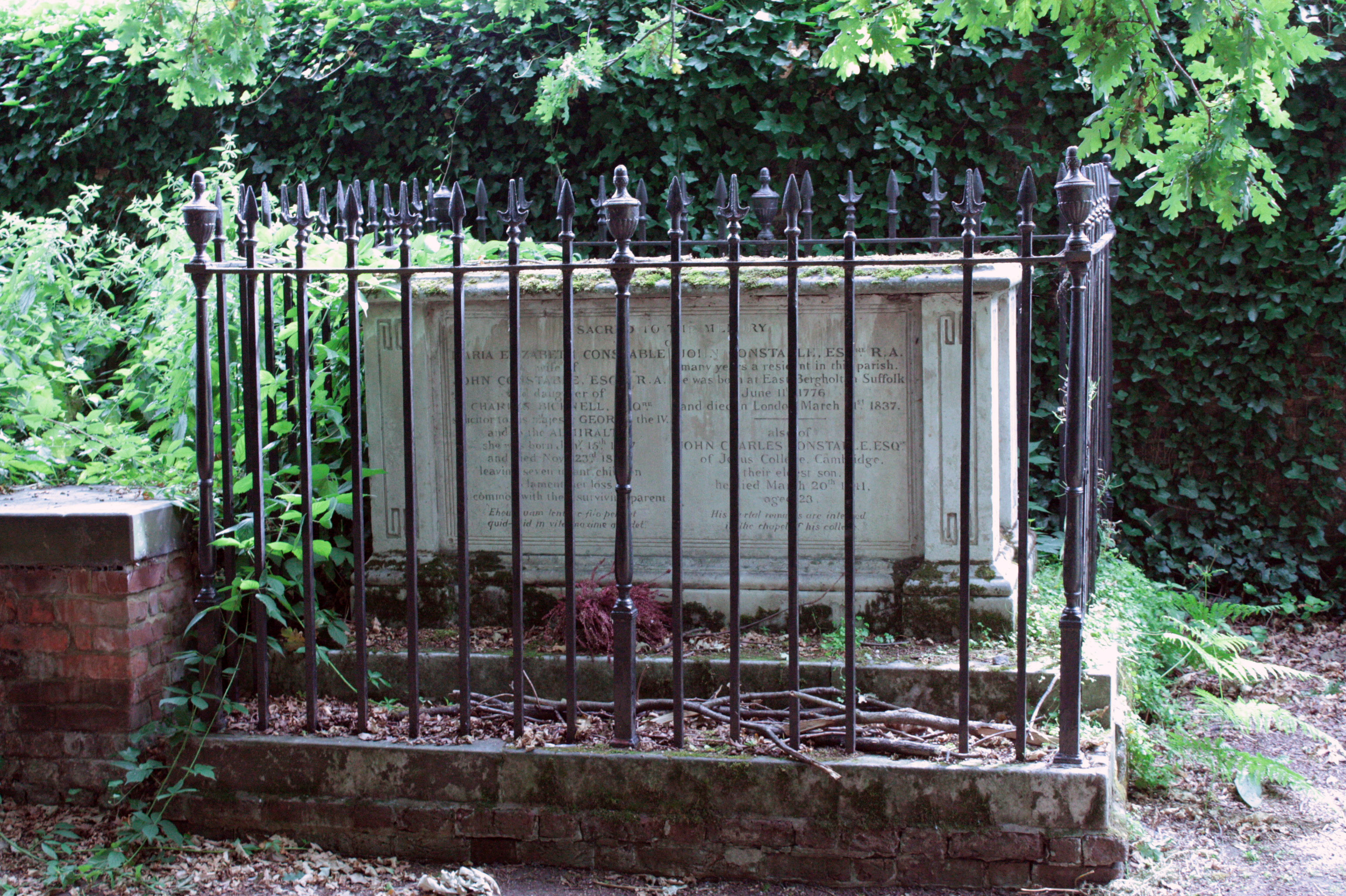
康斯特勃的墓碑

1829年康斯特勃的妻子瑪莉亞患结核病去世，对他打击很大。他的生活日趋消沉，再也没有兴趣去寻找新的景色了，经常重绘他年轻时代画过的东西。他回到家乡，忧郁和悲痛的情绪一直笼罩着他，但他从没有停止工作，直到去世，最后一幅作品是《阿伦德尔的磨房和城堡》。此外，直到1835年，他也一直在皇家藝術研究院教課。他死後和妻子一同葬在倫敦漢普斯特德的漢普斯特德聖約翰教堂。

## 風格
康斯特勃的作品主要是風景畫，雖然也繪製肖像畫和宗教主題作品，但實際他對這些都不是很感興趣。他主張藝術要從觀察自然中來，而不是憑空想象。
康斯特勃生前，英国美术界对他并不重视，直到去世后，他的作品才得到赞扬，现在已经成为英国风景画的代表，他的作品把英国的风景画真正从因袭成规和外国影响中摆脱出来，他热爱家乡和大自然，甚至从没有去过苏格兰和威尔士。他像一位田园诗人，但他对后来的画家，尤其是法国的画家影响很大。他有许多独创的技法，如用刮刀直接铺色块，产生闪烁着亮光的白点，表现树叶的反光，这些技法直接影响着巴比松派画家和后来的印象派画家。

## 名言
<繪畫是一種科學，畫作就是實驗>

### 圖庫

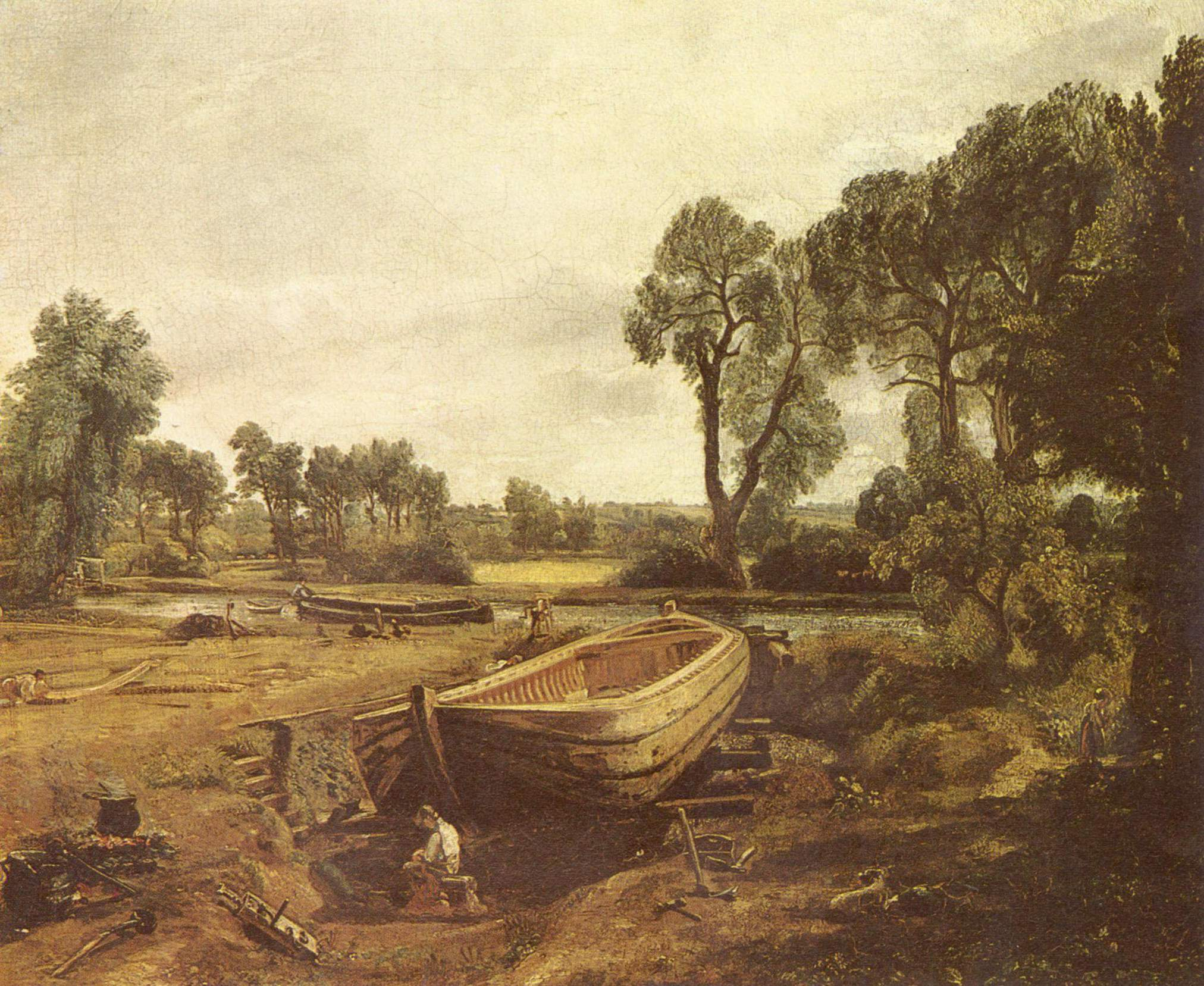
《弗拉德福德磨坊附近的造船廠》 （Boat-building near Flatford Mill），1815年，倫敦維多利亞和艾伯特博物館
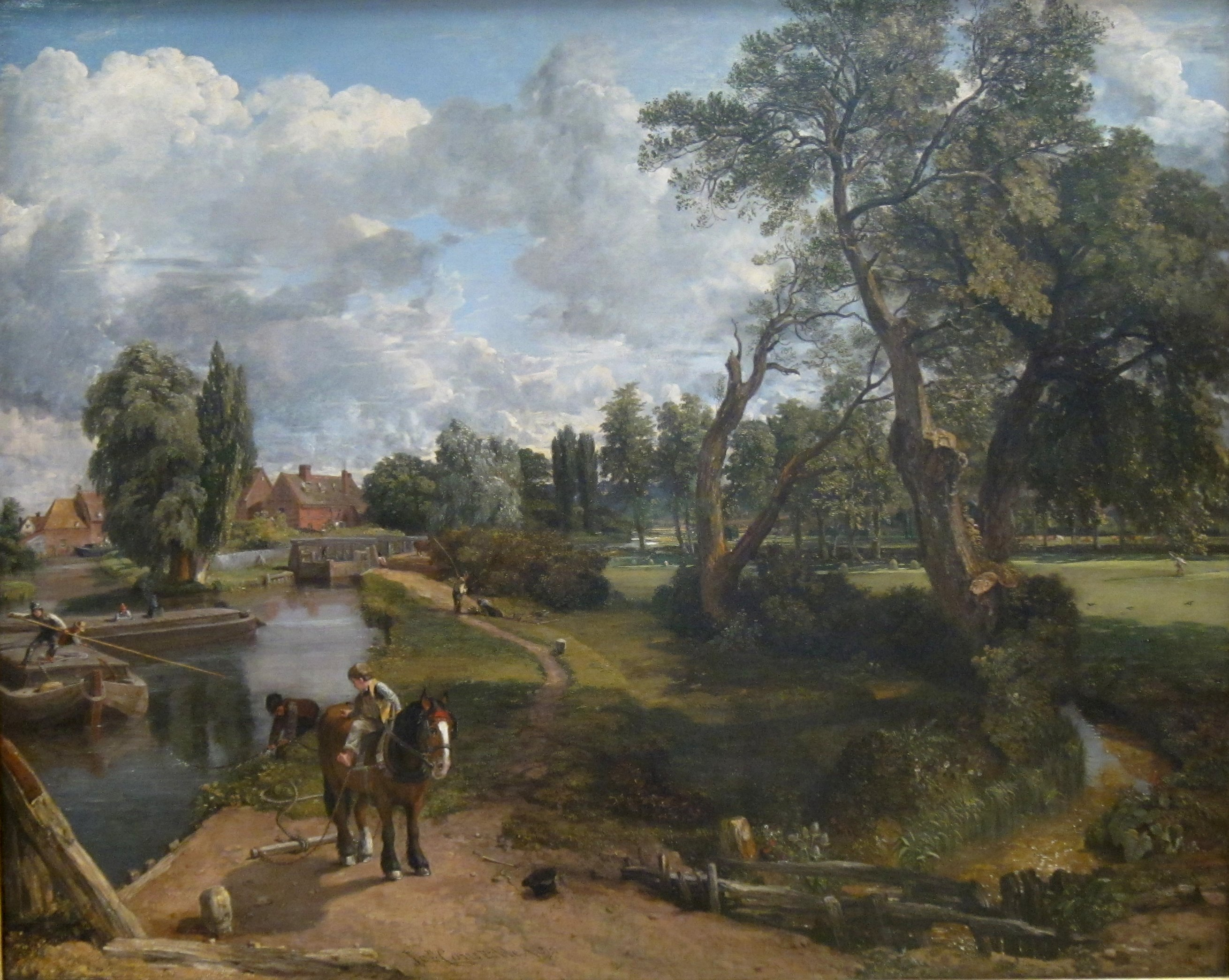
《弗拉富德的水車小屋》（Flatford Mill (Scene on a Navigable River)）1816年，油畫，倫敦泰特不列顛美術館
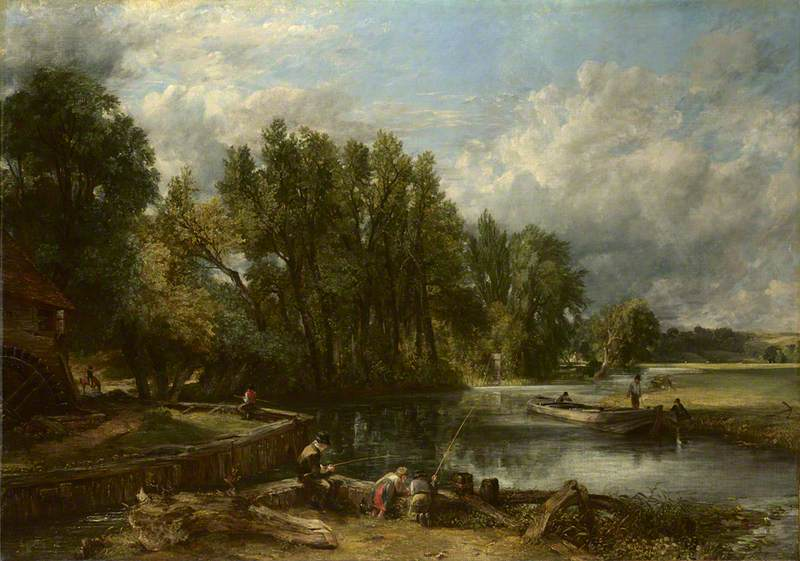
《史特拉福磨坊》（Stratford Mill），1820年，油畫，倫敦國家美術館
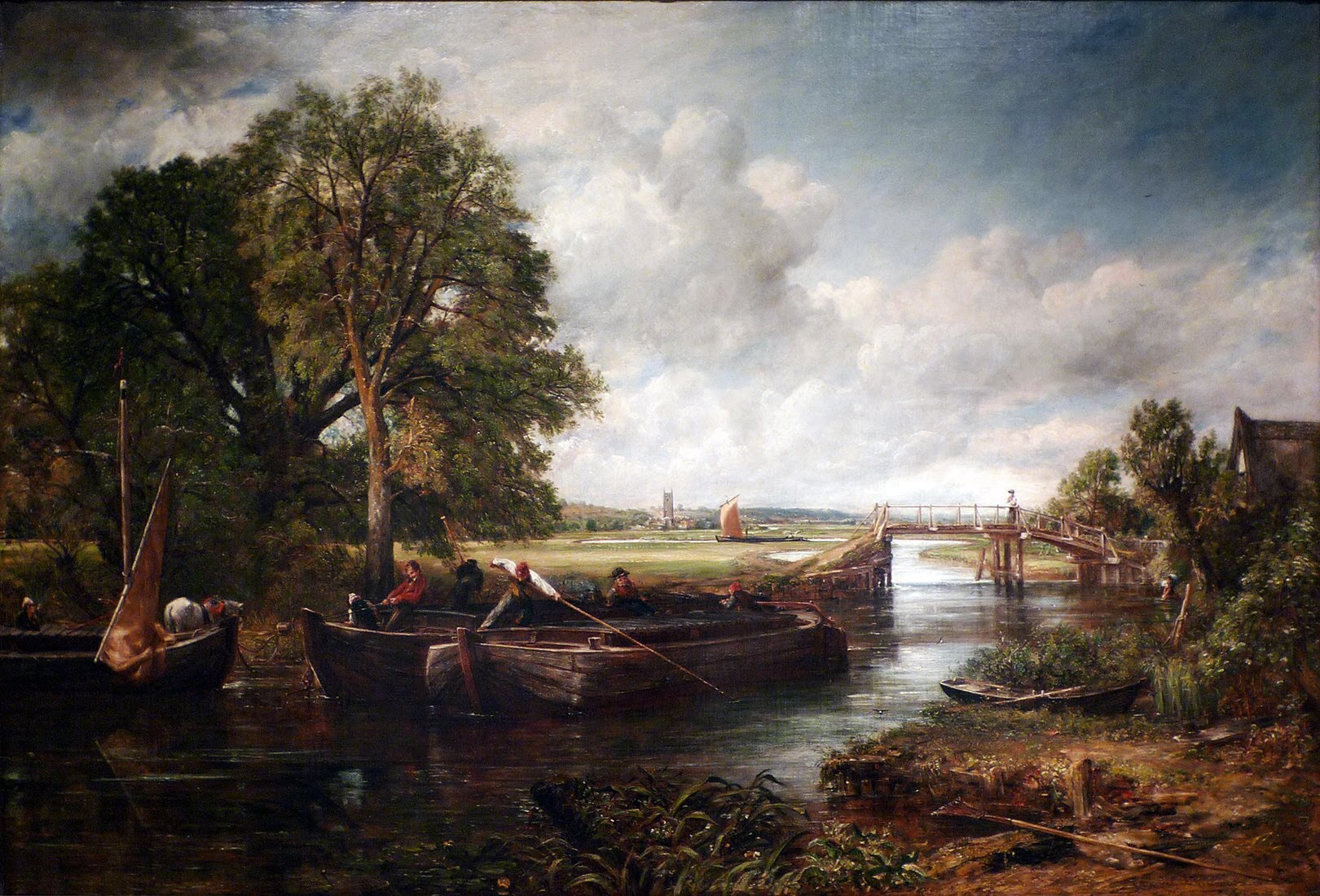
《迪德漢附近的史都河》（View on the Stour near Dedham），1822年，油畫，洛杉磯郡亨廷頓圖書館
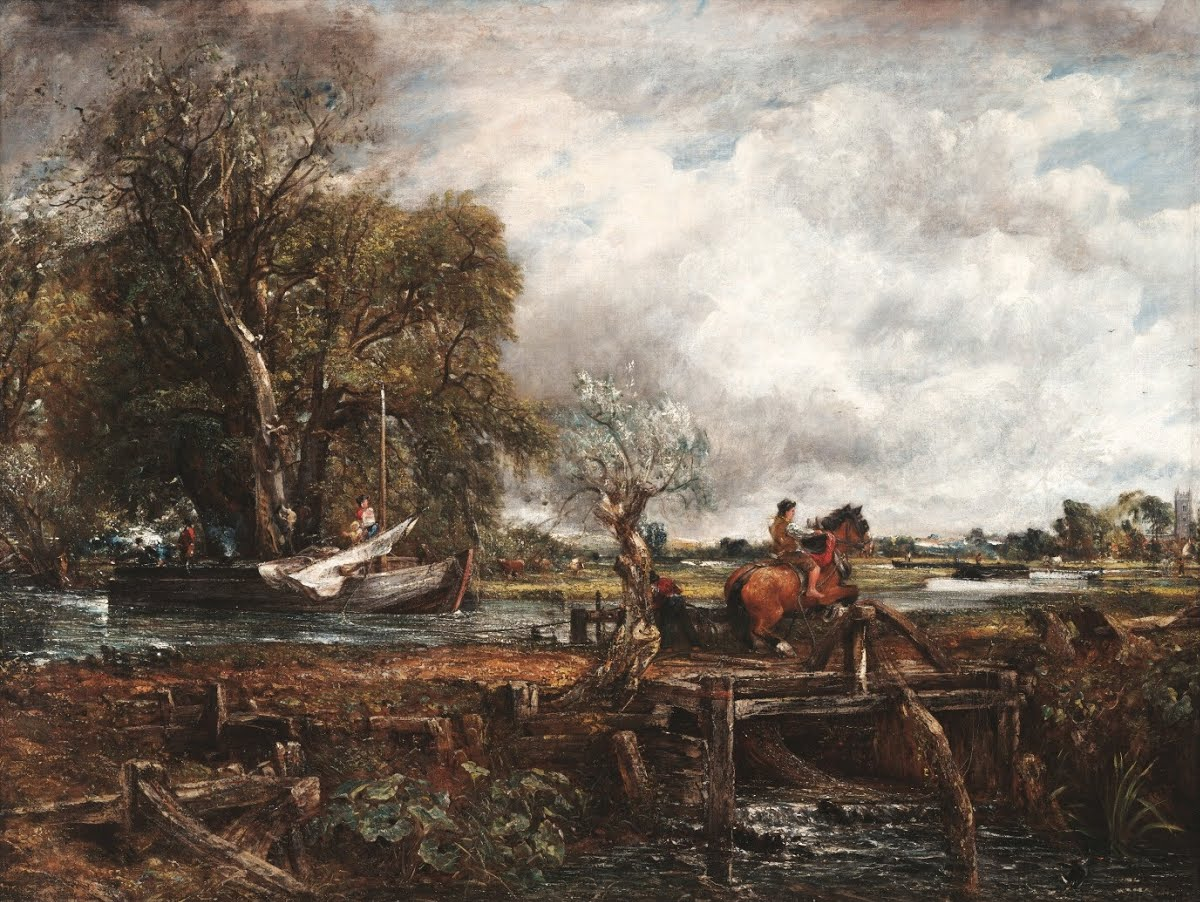
《躍馬》（The Leaping Horse, 1825, oil on canvas）,倫敦皇家藝術學院
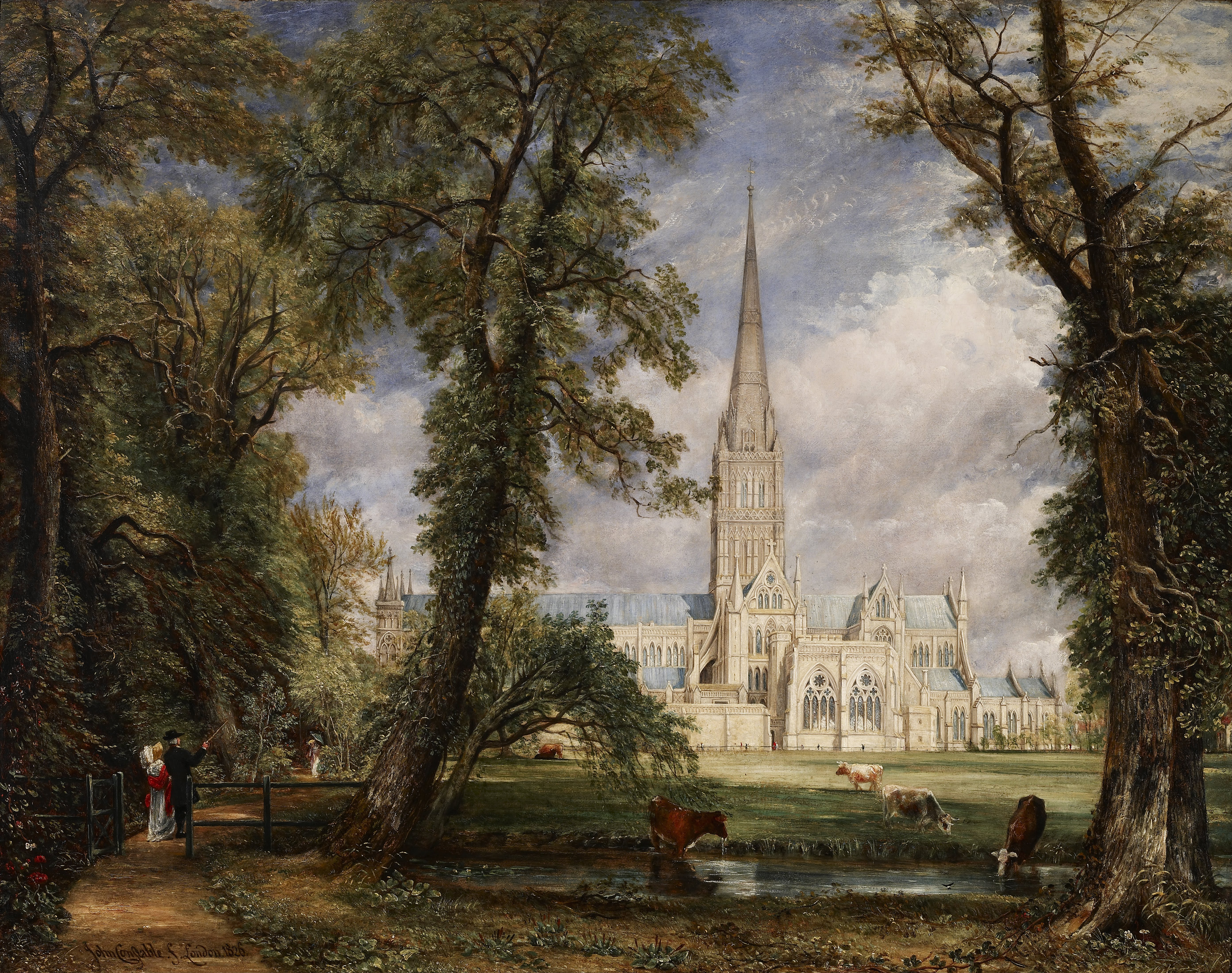
《從主教花園望見的索爾茲伯里座堂 》（Salisbury Cathedral from the Bishop's Grounds ），1825年，為了感謝索爾茲伯里主教約翰·費希爾委託創作了這幅索爾茲伯里座堂的風景畫，康斯特勃在左下角畫了主教和他的妻子，紐約弗里克收藏館。
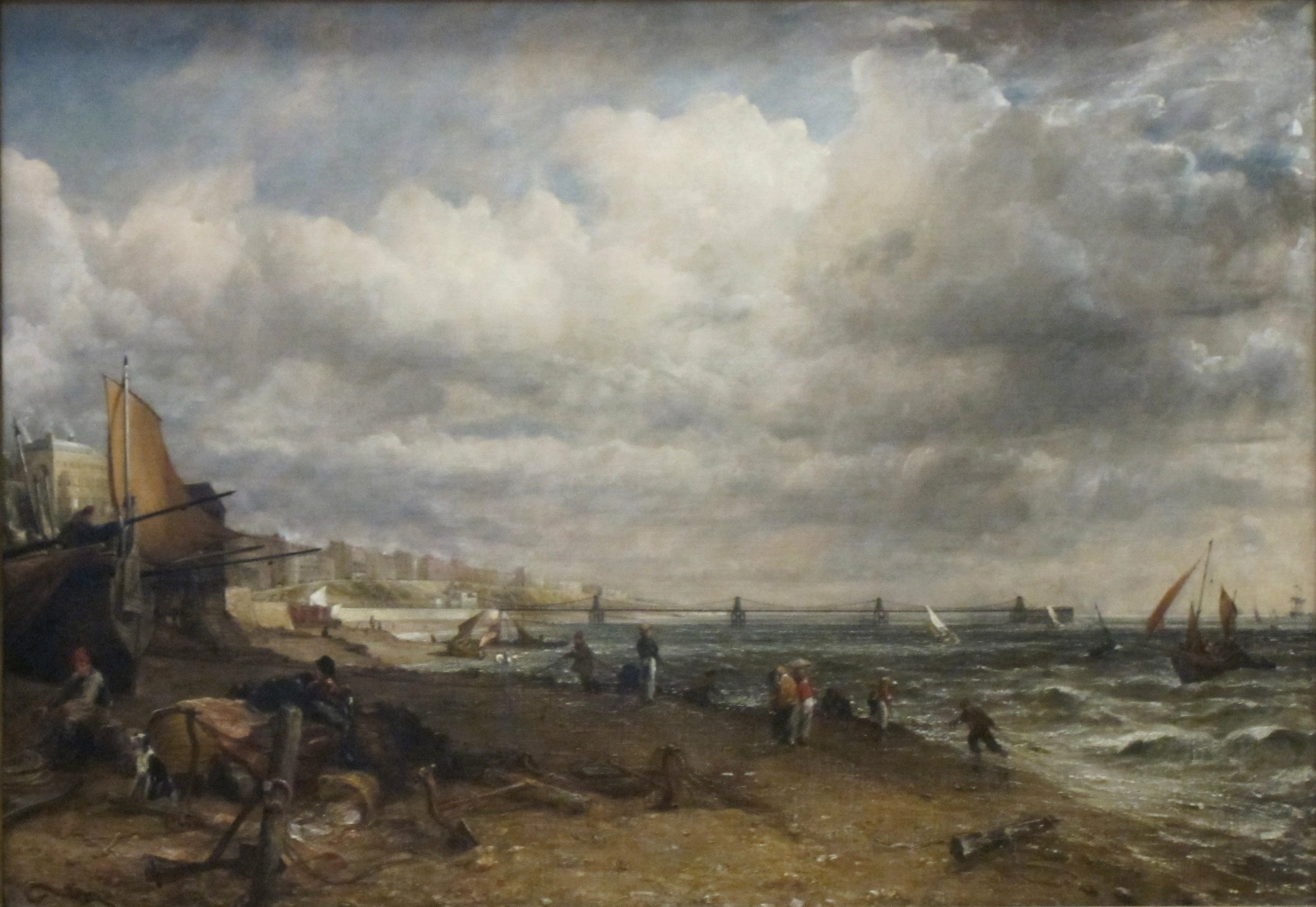
《布來頓的鏈條碼頭》（Chain Pier, Brighton ），1826年-1827年，油畫，倫敦泰特不列顛美術館
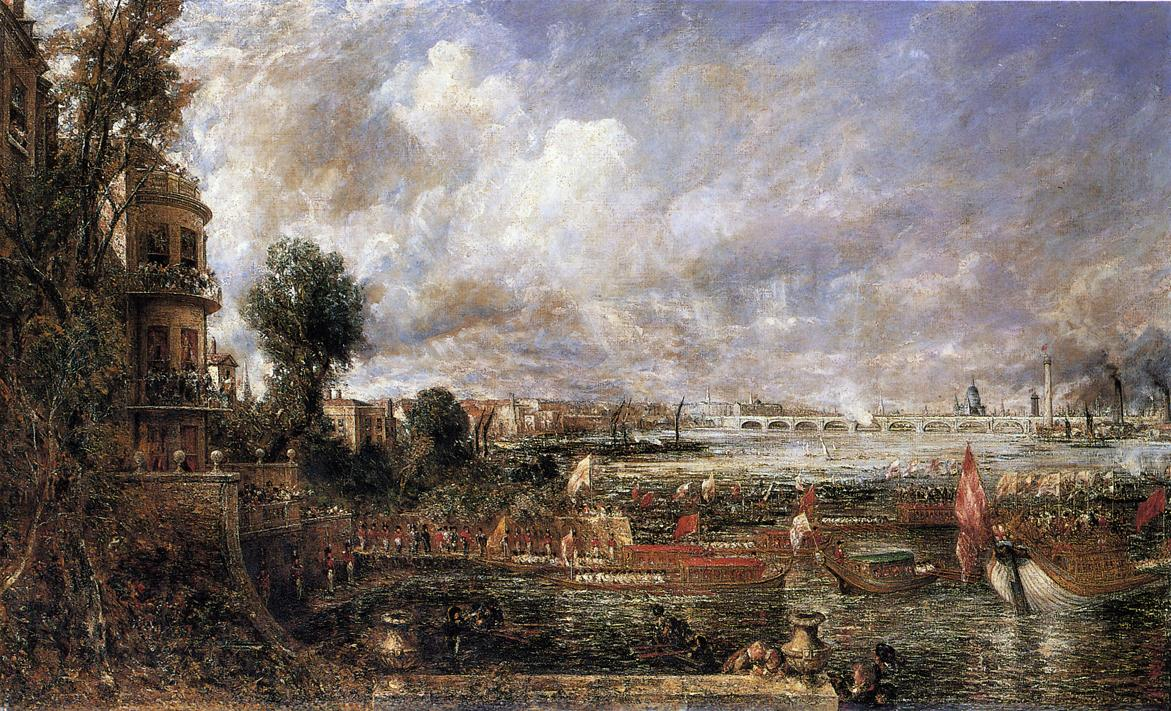
《從白廳樓梯看滑鐵盧大橋的開通》（The Opening of Waterloo Bridge seen from Whitehall Stairs），1817年6月18日，油畫，約1832年。倫敦泰特不列顛美術館

## 延伸阅读
- Bailey, Anthony, , London: Vintage, 2007, ISBN 978-1-84413-833-3
- Constable, Freda, , Lavenham: Terence Dalton, 1975, ISBN 0-900963-54-9
- Cormack, Malcolm, , Oxford: Phaidon, 1986, ISBN 0-7148-2350-3
- Fleming-Williams, Ian, , London: Tate, 1976, ISBN 0-905005-10-4
- Fleming-Williams, Ian; Parris, Leslie, , London: Hamish Hamilton, 1984, ISBN 0-241-11248-6
- Fraser, John Lloyd, , Newton Abbot, UK: Readers Union, 1976, ISBN 0-09-125540-6
- Gayford, Martin, , Fig Tree, 2009
- Holmes, Charles John, , Kindle: The Bookmill, 2012, ISBN 978-0-9567303-6-7
- Kelder, Diane, , New York: Abbeville Press, 1980, ISBN 0-89659-151-4
- Leslie, C. R., Mayne, Jonathan , 编, , London: Phaidon, 1995, ISBN 0-7148-3360-6
- Lyles,, Anne, editor, , London: Tate Publishing, 2006, ISBN 1-85437-635-7
- Mayor, A. Hyatt,  (nos 455–60), Princeton, N. J.: Princeton University Press, 1980, ISBN 0-691-00326-2
- Parkinson, Ronald, , London: V&A, 1998, ISBN 1-85177-243-X
- Parris, Leslie; Fleming-Williams, Ian, , London: Tate, 1991, ISBN 1-85437-070-7
- Parris, Leslie; Fleming-Williams, Ian, , London: Tate, 1982, ISBN 0-905005-38-4
- Parris, Leslie; Fleming-Williams, Ian; Shields, Conal, , London: Tate Gallery, 1976, ISBN 0-905005-15-5
- Pool, Phoebe, , London: Blandford, 1964, OCLC 3365016
- Reynolds, Graham, , St Albans, UK: Panther, 1976, ISBN 0-586-04401-9
- Reynolds, Graham, , New York, NY: Metropolitan Museum of Art, 1983  [2019-01-25], ISBN 9780870993350, （原始内容存档于2018-11-07）
- Rhyne, Charles, , London: Tate, 2006, ISBN 978-1-85437-635-0
- Rhyne, Charles, , Portland, Oregon: Author, 1990, ISBN 0-9627197-0-6
- Rosenthal, Michael, , London: Thames and Hudson, 1987, ISBN 0-500-20211-7
- Rosenthal, Michael, , New Haven, CT.: Yale University Press, 1983, ISBN 0-300-03014-2
- Smart, Alastair; Brooks, Attfield, , London: Elek, 1976, ISBN 0-236-40011-8
- Sunderland, John, , London: Phaidon, 1986, ISBN 978-0-7148-2754-4
- Thornes, John E., , Birmingham: University of Birmingham Press, 1999, ISBN 1-902459-02-4
- Vaughan, William, , London: Tate, 2002, ISBN 1-85437-434-6
- Walker, John, , London: Thames and Hudson, 1979, ISBN 0-500-09133-1
- Wilcox, Timothy, , London: Scala, 2011, ISBN 978-1-85759-678-6